# Stazione di Cambridge Heath
La stazione di Cambridge Heath è una stazione situata lungo le ferrovie della Valle del Lea, a servizio di Bethnal Green, nel borgo londinese di Tower Hamlets.

## Movimento
L'impianto è servito dai treni della linea Lea Valley della London Overground, erogata da Arriva Rail London per conto di Transport for London.